# Bohayella tobiasi
Bohayella tobiasi är en stekelart som beskrevs av Sergey A. Belokobylskij 1987. Bohayella tobiasi ingår i släktet Bohayella och familjen bracksteklar. Inga underarter finns listade.